# Сокровища пылающих скал
«Сокровища пылающих скал» — советский детский приключенческий фильм 1969 года режиссёра Евгения Шерстобитова.

## Сюжет
На пляже Чёрного моря школьник Федя Кравченко рассказывает мальчишкам историю, как его тётя, научный сотрудник, взяла его лаборантом в экспедицию на научно-исследовательском судне «Светозар», и у берегов Африки с ним произошли невероятные приключения…

Это детский приключенческий фильм. Его действие происходит на одном африканском острове. На острове живёт маленький вольнолюбивый народ, который борется за своё освобождение. Возглавляет борьбу мужественный островитянин Дау. Юный Мторо — его помощник. Они ищут на острове сокровища, необходимые для освободительной борьбы. Но наёмники, посланные жестоким диктатором, всячески им препятствуют. В центре событий оказывается советский школьник Федя Кравченко. В решительную минуту он приходит на помощь своим африканским друзьям.— Советский экран, 1970

## В ролях
В главных ролях:
- Гриша Максимов — Федя Кравченко
- Теодоро Куарто — Мторо
- Ладо Цхвариашвили (озвучил Николай Олялин) — Дау

В других ролях:
- Марина Юрасова — Нина Андреевна Юрасова, профессор, тётя Феди
- Алексей Преснецов — Кирилл Михайлович, капитан
- Александр Гай — Александр Дмитриевич, старпом
- Дмитрий Капка — дядя Саша, кок
- Ирина Дука — член команды
- Зиновий Золотарёв — боцман
- Валентин Черняк — матрос
- Роберт Зотов — помощник Дау
- Н. Назарен — помощник Дау
- Пётр Соболевский — губернатор
- Николай Гаврилов — Мигуэль, шеф полиции
- Николай Засеев-Руденко — шеф белых наёмников
- Валерий Панарин — наёмник
- Алим Федоринский — наёмник
- Валентин Грудинин — наёмник
- Александр Толстых — наёмник
- Юрий Гаврилюк — наёмник
- Р. Таинс — наёмник

## Съёмки
Место съёмок — Крым, в частности «дворец губернатора» — Ливадийский дворец, а «красные скалы» — Никитская расселина, там же был устроен с помощью пожарной машины «водопад».
Фильм снят по оригинальному сценарию, через год на основе сценария авторами была написана одноимённая повесть вышедшая в издательстве «Молодая гвардия».